# Louis Cousin (voetballer)
Louis "Al Baker" Cousin (Loubomo, 23 november 1912 - Schaarbeek, 24 maart 1989) was een Belgisch voetballer en bokser met Congolees-Russische roots. Als voetballer was hij de eerste Congolees die in het Belgische voetbal aantrad en in het Belgisch kampioenschap meespeelde. Vanaf 1930 was hij namelijk actief bij Daring Club de Bruxelles. Daarmee ging hij haast dertig jaar vooraf aan Léon Mokuna, die vanaf 1957 voor La Gantoise speelde, en daarom beschouwd werd als de eerste gekleurde speler bij een Belgische voetbalclub.

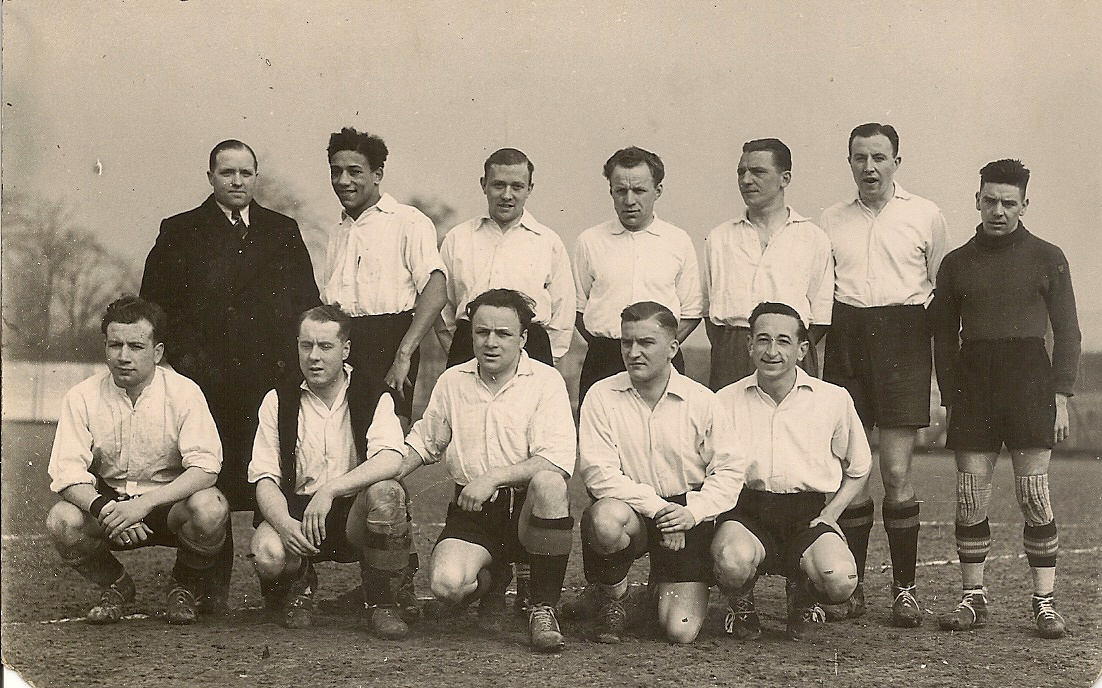
Louis Cousin (achterste rij, twee van links)

## Biografie
Louis Cousin werd op 23 november 1912 geboren op een boot die de naam 'Cousin' droeg, tussen Kongolo en Kabalo, in de Congolese provincie Katanga. Zijn biologische vader was een Russische handelaar die in België verbleef en op handelsmissies naar de Belgische kolonie trok, en zijn biologische moeder was een Congolese vrouw.
Cousin moest door de Belgische overheid naar België overgebracht worden; dit gebeurde op zesjarige leeftijd. Hij werd niet opgevoed door zijn biologische ouders, maar door zijn oom. Zijn middelbare schoolperiode bracht hij door op het gerenommeerde Scheppersinstituut te Mechelen. Hier toonde hij een passie voor het voetbal.
In 1930, Cousin was toen 18 jaar oud, werd hij bij Daring Club Brussel (Molenbeek) geaccepteerd en speelde hij mee in de eerste ploeg tussen 1930 en 1933 met in totaal 25 wedstrijden en 8 doelpunten.
Al in 1933 kwam Cousin in de bokswereld terecht. Deze sport werd van thuis uit niet geapprecieerd, waardoor hij het pseudoniem "Al Baker" koos, genoemd naar de populaire zangeres uit die tijd, Joséphine Baker. Hij won in 1934 een competitie in de gewichtscategorie 'Welter' en in 1936 behaalde hij het nationaal kampioenschap na het verslaan van Henri Rothiers.
Na nog een hele reeks overwinningen versloeg Cousin op het Europese kampioenschap te Parijs in 1943 de Fransman Edouard Tenet, maar omdat het van de toenmalige Duitse bezetter niet aan de orde was dat iemand met een donkere huid Europees bokskampioen zou worden, diende hij zich over te geven en behaalde hij de titel niet.